# Erin Brockovich (película)
Erin Brockovich es una película biográfica estadounidense de drama legal del año 2000 dirigida por Steven Soderbergh y escrita por Susannah Grant. Es una dramatización basada en la historia verídica de Erin Brockovich-Ellis, una activista ambiental que logró una importante victoria judicial contra la Pacific Gas and Electric Company, compañía fundada en 1905. Fue estrenada el 17 de marzo de 2000 en Estados Unidos. La verdadera Erin Brokovich hace un cameo representando a una camarera llamada Julia, nombre de la actriz Julia Roberts, que la interpreta en la película.

## Argumento
La vida de Erin Brockovich, una madre de tres hijos divorciada con problemas para encontrar trabajo, cambia el día que sufre un accidente de tránsito. Después de perder el juicio, la mujer cuestiona a su abogado, quien le dice que tiene poco personal para atenderla, por lo que ella lo presiona y empieza a trabajar en su despacho. 
A raíz del expediente de una cliente llamada Donna Jensen, Brockovich decide investigar un caso que le llama la atención, por la presencia en el expediente de estudios médicos y la extraña «colaboración» de la empresa Pacific Gas and Electric Company (PG&E), que paga los gastos médicos de la cliente y de toda su familia. Así, va descubriendo la relación directa entre las enfermedades de la cliente y su familia con la contaminación de las napas de agua locales producida por la compañía de gas y electricidad, que utiliza Cromo Hexavalente en sus procesos, aunque asegura públicamente que usa cromo trivalente. Por otro lado, Erin conoce a un motociclista llamado George, con el cual tuvo una discusión una noche, pero luego liman asperezas.
Enfrentando varias limitaciones, entre ellas la falta de colaboración de sus propios compañeros de oficina, Erin continúa su investigación, visitando a todos y cada uno de los residentes de Hinckley (California), el pueblo afectado. Ella se gana la confianza de todos ellos y consigue que el 100 % de los demandantes se unan a la acción colectiva contra PG&E. Cuando uno de los demandantes (cuyo primo murió por la contaminación) le acerca copias secretas de un memo interno de PG&E que demuestra que la compañía sabía que el agua estaba contaminada con cromo hexavalente, que no hizo nada al respecto y que aconsejó a la subsidiaria de Hinkley que lo mantuviera en secreto, la sentencia es inapelable: PG&E había envenenado el agua de su pozo al verter incorrectamente los desechos industriales allí. El juez ordena a PG&E que pague una indemnización de $333 millones de dólares para ser distribuido entre los 634 demandantes. 5 millones del total se destinan a los Jensen.
Tiempo después, las oficinas fueron trasladadas a un nuevo lugar y luego, Erin tiene uno de sus típicos enojos, al advertirle su jefe Ed Masry que su compensación por haber ganado el caso es distinta a la que habían arreglado. El enojo de Erin se calma cuando ve que el cheque es de USD 2.000.000, mientras Ed le suelta la pregunta "¿No les enseñan a las reinas de belleza a pedir disculpas?". Las últimas escenas se acompañan de letreros que mencionan los datos reales de la demanda, mientras suena de fondo Everyday Is A Winding Road, interpretada por Sheryl Crow. También se menciona que Erin Brockowich trabajó en varios casos más, entre ellos, uno en el que ella trabajaba cuando se realizó la película y que era similar al que se narra en esta.

## Reparto
- Julia Roberts como Erin Brockovich.
- Albert Finney como Edward L. Masry
- Aaron Eckhart como George.
- Marg Helgenberger como Donna Jensen.
- Tracey Walter como Charles Embry.
- Peter Coyote como Kurt Potter.
- Cherry Jones como Pamela Duncan.
- Scarlett Pomers como Shanna Jensen.
- Conchata Ferrell como Brenda.
- Michael Harney como Pete Jensen.
- Veanne Cox como Theresa Dallavale.
- Jamie Harrold como Scott.
- Scotty Leavenworth como Matthew Brown.
- Gemmenne de la Peña como Katie Brown.
- Gina Gallego como la abogada Sánchez.
- T. J. Thyne como David Foil.
- Valente Rodríguez como Donald.
- Edward L. Masry, cameo como comensal.
- Erin Brockovich, cameo como la camarera Julia.

## Producción
La idea de la película surgió cuando la productora ejecutiva Carla Santos Shamberg conoció por casualidad la historia de Erin Brockovich por compartir quiropráctico con ella. Santos Shamberg invitó a Brockovich a su casa para compartir su historia. 
Brockovich vendió los derechos cinematográficos de su historia en 1997 y la película comenzó a desarrollarse en Jersey Films. Los productores cortejaron a Callie Khouri y Paul Attanasio para escribir el guion, pero después de que pasaran, se contrató a la guionista Susannah Grant. Grant, que quería hacer una «historia sobre una tía que da caña», se reunió con Brockovich en persona. Grant pasó un año siguiendo a Brockovich y a sus hijos mientras escribía el guion. Para garantizar la exactitud del guion, Grant dijo que pasó semanas revisando las transcripciones del juicio, los registros de la junta de aguas de Hinkley y las notas tomadas por Brockovich durante la investigación.

## Recepción
La película estuvo tres semanas consecutivas en el número uno de la taquilla estadounidense. Recaudó en Estados Unidos 125 millones de dólares. Sumando las recaudaciones internacionales la cifra asciende a 256 millones. Su presupuesto fue de 52 millones.
Según la página de Internet Rotten Tomatoes obtuvo un 83% de comentarios positivos, llegado a la siguiente conclusión: 

Las actuaciones humorísticas elevan el drama legal que cuenta la película hasta dejarte sin aliento.
Rotten Tomatoes

Según la página de Internet Metacritic obtuvo críticas positivas, con un 73%, basado en 35 comentarios de los cuales 25 son positivos.

## Comparación con la realidad
En su sitio web, Erin Brockovich-Ellis dice que la película es «probablemente 98% precisa». Si bien los hechos generales de la historia son precisos, existen algunas discrepancias menores entre los eventos reales y la película, así como una serie de cuestiones controvertidas y disputadas más fundamentales para el caso. 
- En la película, Ed Masry es el abogado que representa a Erin Brockovich en el caso del accidente automovilístico. En la realidad, era su socio legal, Jim Vititoe.

- Brockovich-Ellis había sido Miss Costa del Pacífico. Según Brockovich, Soderbergh cambió deliberadamente este detalle, ya que pensó que era «lindo» que en la película, ella fuera la reina de belleza de la región de la que provenía, Wichita.

- El empleado delator que conoció a Brockovich en el bar fue Chuck Ebersohl. Le contó a Erin sobre los documentos que P&GE había encargado a él y a Lillian Meléndez destruir.

La precisión científica de la película ha sido cuestionada. Según The New York Times, los científicos han sugerido que su profesión habría evaluado de manera más racional y científica la evidencia médica que inspiró a Brockovich. Sin embargo en 2010, los funcionarios estatales de calidad del agua estimaron que el penacho de contaminación tenía un poco más de cuatro kilómetros de largo. Según el informe estatal más reciente, ahora puede extenderse más de 11 kilómetros, y la junta estatal de calidad del agua asegura que se está extendiendo más de medio metro por día. Y el Wall Street Journal identificó repetidas instancias a lo largo de 25 años en las que P&G engañó a las autoridades reguladoras, retuvo la información requerida, no cumplió con las mejoras prometidas, se involucró en comunicaciones inadecuadas de canal posterior con los reguladores u obstruyó una investigación.

## BD y DVD
Erin Brockovich salió a la venta el 3 de octubre de 2000 en España, en formato DVD. El disco contiene tráiler de cine, entrevistas, escenas nunca vistas, cómo se hizo, filmografías, la verdadera historia de Erin Brockovich y música.
Erin Brockovich salió a la venta el 3 de abril de 2008 en España, en formato Blu-ray. El disco contiene los mismos extras que el formato DVD.

## Premios

### Óscar
| Año  | Categoría              | Persona           | Resultado |
| ---- | ---------------------- | ----------------- | --------- |
| 2001 | Mejor película         | Mejor película    | Candidata |
| 2001 | Mejor director         | Steven Soderbergh | Candidato |
| 2001 | Mejor actriz           | Julia Roberts     | Ganadora  |
| 2001 | Mejor guion original   | Susannah Grant    | Candidata |
| 2001 | Mejor actor de reparto | Albert Finney     | Candidato |

### Globos de Oro
| Año  | Categoría                              | Persona                | Resultado |
| ---- | -------------------------------------- | ---------------------- | --------- |
| 2001 | Mejor película - Drama                 | Mejor película - Drama | Candidata |
| 2001 | Mejor actriz - Drama                   | Julia Roberts          | Ganadora  |
| 2001 | Globo de Oro al mejor actor de reparto | Albert Finney          | Candidato |
| 2001 | Mejor director                         | Steven Soderbergh      | Candidato |

### BAFTA
| Año  | Categoría                       | Persona                                   | Resultado  |
| ---- | ------------------------------- | ----------------------------------------- | ---------- |
| 2001 | BAFTA al mejor actor de reparto | Albert Finney                             | Candidato  |
| 2001 | BAFTA al mejor guion original   | Susannah Grant                            | Candidata  |
| 2001 | BAFTA a la mejor actriz         | Julia Roberts                             | Ganadora   |
| 2001 | BAFTA al mejor montaje          | Anne V. Coates                            | Candidata  |
| 2001 | BAFTA a la mejor película       | Danny DeVito Michael Shamberg Stacey Sher | Candidatos |

### Sindicato de Actores
| Año  | Categoría                 | Persona       | Resultado |
| ---- | ------------------------- | ------------- | --------- |
| 2001 | Mejor actriz protagonista | Julia Roberts | Ganadora  |
| 2001 | Mejor actor de reparto    | Albert Finney | Ganador   |